# Cyrtopodion fortmunroi
Cyrtopodion fortmunroi là một loài thằn lằn trong họ Gekkonidae. Loài này được Khan miêu tả khoa học đầu tiên năm 1993.